# T-Groep
 (juin 2018).
 (mai 2018).
Si vous disposez d'ouvrages ou d'articles de référence ou si vous connaissez des sites web de qualité traitant du thème abordé ici, merci de compléter l'article en donnant les références utiles à sa vérifiabilité et en les liant à la section « Notes et références ».
 (juin 2018).
T-Groep est une compagnie offrant des services RH en Belgique, aux Pays-Bas et en Pologne. 
Le groupe est connu en Belgique à travers ses enseignes t-Interim, t-Office, t-Care, t-Titres-service, Amplo, Ascento et IPMT. Aux Pays-Bas et en Pologne, T-Groep opère sous les marques Luba, Techprofs et E&A. La compagnie est actuellement dans le top 5 des entreprises dans les secteurs du recrutement et de placement en Belgique.

## Historique

### Création
L'entreprise, aujourd'hui connue sous le nom de T-Groep, a été créée le 20 mars 1984 en Flandres (Belgique) par la RVA (Office de l’emploi national). A l’époque, la compagnie opérait sous le nom d’une de ses filiales, t-Services. C’est deux ans plus tard, en 1986, que t-Service devient t-Interim pour la région flamande.
En 1997, le T-Groep (t-Interim à cette période) a été la première société RH à participer à un projet tel que la reconversion du géant de l’automobile : Renault.

### Séparation et changements
En 2002, le groupe fit face à un changement majeur : les personnes responsables décidèrent de se séparer de leur partenaire VDAB et de restructurer l’organisation dans son ensemble. T-Interim devint dès lors T-Groep SA, au sein duquel la filiale t-interim fut créée pour appuyer t-Consult, qui sera ensuite renommée en Ascento. À partir de cet instant, le gouvernement flamand devint le premier actionnaire et la compagnie reçut un nouveau logo. Durant cette période de changement, l'entreprise possédait déjà 40 établissements et un chiffre d’affaires d’approximativement 90 millions d’euros.
Un an plus tard, t-Interim, l’une des deux principales filiales du groupe, fut reconnue grâce à ses titres-services comme agence sociale pour artistes. En 2004, la compagnie décida de créer une nouvelle marque autour de ce service et la nomma t-Heater. Cette nouvelle enseigne a été renommée Amplo en 2018.

### Expansion
Plus tard, en 2005, T-Groep commença à sortir hors de la Flandre et fut accrédité par la région de Bruxelles pour ses activités. Devant cet engouement, la compagnie décida d’ouvrir quatre nouveaux bureaux dans la région. Étant donné que le groupe entreprenait un grand nombre d’activités différentes, la direction décida de lancer différentes marques « t » sous la bannière de t-Interim. La filiale regroupa rapidement les marques : t-Heater (Amplo aujourd'hui), t-Titres-services et t-Office. Ce n’est qu’en 2009, à Liège, que l'entreprise ouvrit un premier bureau en Wallonie.
En 2010, T-Groep perçut une potentielle opportunité dans le secteur de l’automobile où la demande d’outplacement était en hausse. Grâce à sa filiale Ascento, elle fut la première à répondre à l’appel lorsqu'Opel décida d’entreprendre sa reconversion. Peu de temps après, Ascento devint une organisation avec 10 bureaux permanents et de nombreux bureaux satellites où les activités principales étaient l’outplacement, le recrutement et la sélection, l’orientation professionnelle et la gestion de ressources humaines intérimaires.

### Privatisation
2016 fut marqué par l’arrivée d’un nouvel actionnaire majoritaire qui changea drastiquement la compagnie (Gilde Buy Out Partners). T-Groep devint privé et échappa au monopole gouvernemental. La compagnie est depuis entrée dans un fonctionnement de croissance et compte devenir un groupe international avec aujourd’hui 350 millions d’euros de ventes par an.
Tom Veraeghen a été nommé PDG du groupe en 2017.

## Secteur d'activité et compétiteurs
Il est difficile de lier T-Groep à un seul secteur d’activité dû à la diversité de ses actions et à sa taille au sein du marché. Cependant, l'entreprise se veut principalement liée au secteur des Ressources Humaines et de l’intérim. Ses compétiteurs principaux sont : Randstad, Adecco, Accent, Manpower et Unique.